# Jules Denefve
Jules Denefve (* 1814 in Chimay; † 19. August 1877 in Mons) war ein belgischer Cellist, Komponist, Dirigent und Musikpädagoge.

## Leben
Jules Denefve erhielt ersten Musikunterricht in seiner Heimatstadt Chimay. 1833 kam er als Schüler des Cellisten Nicolas-Joseph Platel ans Brüsseler Konservatorium,  nach dessen Tod wurde er von dessen Nachfolger François de Munck unterrichtet. Komposition und Harmonielehre studierte er bei François-Joseph Fétis. 1836 erhielt er ein erstes Diplom (second prix), setzte seine Studien aber nicht fort, da man ihm eine sichere Stelle als Cellolehrer in Mons sowie eine Cellistenstelle im dortigen Theaterorchester angeboten hatte. Später übernahm er die Leitung des Konservatoriums von Mons. In dieser Stadt wurde er Leiter der örtlichen Konzertgesellschaft, eines Harmonieorchesters und Dirigent mehrerer Chöre. Letzteres brachte ihn dazu, zahlreiche Chorwerke zu komponieren, von denen einige in Belgien und dem grenznahen Frankreich sehr populär wurden.

## Werk
Denefve komponierte neben vier Opern für das lokale Theater ein Requiem, mehrere Sinfonien, Harmoniemusik, Kammermusik und Kirchenmusik für Orgel oder Harmonium. Mehrere seiner Kompositionen gewannen Preise bei Wettbewerben, unter anderem in Dunkerque für eine Sinfonie mit Chor. Er war Mitglied in der Königlichen Akademie der schönen Künste und Literatur in Gent sowie korrespondierendes Mitglied der Kunstgesellschaft in Antwerpen. In zahlreichen belgischen und französischen Chören war er Ehrenmitglied.